# Scopula montivaga
Scopula montivaga är en fjärilsart som beskrevs av Louis Beethoven Prout 1922. Scopula montivaga ingår i släktet Scopula och familjen mätare. Inga underarter finns listade.